# Ахмаду Секу Тол
Ахмаду Секу Тол (21 июня 1836 — 15 декабря 1897; также известен как Ахмеду Секу, Ахмад аль-Мадани аль-Кабир ат-Тиджайни) — африканский мусульманский политический и военный лидер из народа тукулёр, правитель империи Тукулёр (1864—1892) и фаама (король) Сегу (ныне территория Мали) с 1864 до 1884 года. Отец Ахмеду Секу, Эль-Хадж Омар Тол, покорил Сегу (в то время центр империи Бамбара) 10 марта 1861 года. В скором времени после этого он начал завоевание империи Массина народа фульбе, оставив Ахмеду титул альмани Сегу.
После смерти Омара Тола в 1864 году его племянник Тидиэни Тол унаследовал его титул правителя империи Тукулёр. Ахамаду Секу продолжал действовать как фаама восточных областей Сегу, подавляя восстания различных соседних городов, но его отношения с его братьями всё более ухудшались. Французская колониальная армия вторгалась в империю в 1880-х и 1890-х годах. В 1881 году им удалось навязать Секу договор, предоставлявший французам особые права в его стране, а в 1887 году, после того как французы взяли Киту и Бамако, он был вынужден оставить Сегу и 12 мая 1887 года подписать с французами в Гоури договор о протекторате. Однако в 1889 году французы начали против него очередную кампанию, в 1892 году взяв Сегу и вынудив Ахамаду Сегу бежать в Сокото на территории современной Нигерии.